# Lerin Duarte
Lerin Duarte, född 11 augusti 1990 i Rotterdam, är en nederländsk fotbollsspelare som spelar för grekiska Aris. Han har även representerat det nederländska U21-landslaget.
Han har tidigare spelat för Sparta Rotterdam, Heracles Almelo och Ajax.